# Platycnemis pierrati
Platycnemis pierrati là loài chuồn chuồn trong họ Platycnemididae. Loài này được Navás mô tả khoa học đầu tiên năm 1935.